# Оговорка Мартенса
Оговорка Мартенса, также декларация Мартенса — принцип права вооружённых конфликтов, впервые зафиксированный в преамбуле II Гаагской конвенции 1899 года. Действие этого принципа распространяется на ситуации, не урегулированные позитивными нормами ведения войны. Согласно оговорке Мартенса, в таких случаях защиту комбатантам и гражданским лицам обеспечивают основные начала международного права, следующие из принципов гуманности, требований общественного сознания и международных обычаев.
Хотя изначально оговорка Мартенса носила ситуативный характер (она была внесена в документ, чтобы разрешить противоречия между делегатами Гаагской конференции), позднее её варианты были использованы в ряде международных соглашений, включая Женевские конвенции 1949 года и дополнительные протоколы к ним.

## Разработка
Предыстория оговорки Мартенса восходит к Брюссельской конференции 1874 года, когда по инициативе Российской империи делегатам конференции был предложен проект Конвенции о законах и обычаях сухопутной войны. Автор этого документа, юрист и дипломат Фёдор Мартенс, опирался на признанные международные нормы и обычаи того времени (в том числе выраженные в Петербургской декларации 1868 года), что позволяло рассчитывать на скорое одобрение документа всеми участниками конференции. Однако делегаты в большинстве отказались подписывать проект, в принципе возражая против ограничения войны международными правилами. В результате предложенный документ был принят лишь в виде декларации, не имеющей обязательной силы.
Через двадцать пять лет после принятия Брюссельской декларации в Гааге собралась первая Конференция мира. Конференция была инициирована Россией, среди делегатов от которой вновь был Фёдор Мартенс — автор программы конференции, включавшей принятие Конвенции о законах и обычаях сухопутной войны. Конференция одобрила эту программу и назначила Мартенса председателем комиссии по разработке соглашения.
В качестве проекта конвенции Мартенс предложил Брюссельскую декларацию 1874 года, после чего комиссия приступила к постатейному обсуждению проекта. По мере приближения работы комиссии к концу в ней развернулась острая дискуссия вокруг отдела, посвящённого оккупированным территориям. Делегаты Германской империи требовали, чтобы в конвенцию было внесено положение о запрете партизанской борьбы, в то время как представители малых наций утверждали, что партизаны заслуживают защиты в качестве полноправных комбатантов. С яркой речью в поддержку последней позиции выступил представитель Бельгии Эдуард Декамп, поставивший под сомнения права оккупационных властей.
Мартенс, изначально стремившийся добиться единогласного принятия конвенции, воспринял эту дискуссию как момент, поворотный для будущего документа. Опасаясь срыва переговоров из-за разногласий сторон, российский дипломат предложил внести в преамбулу соглашения компромиссную оговорку, позднее названную в его честь. Идея Мартенса была поддержана делегатами и закреплена в тексте конвенции на пленарном заседании 27 июля, что позволило принять начальный проект документа без изменений. Более того, хотя изначально оговорка была выдвинута по отношению к конкретному правилу ведения войны, в тексте конвенции она приобрела всеобъемлющий характер. В преамбуле подчёркивалось, что на момент принятия соглашения оказалось невозможным разработать полный свод норм гуманитарного права, а следующая за этим положением оговорка Мартенса гласила:

Впредь до того времени, когда представится возможность издать более полный свод законов войны, Высокие Договаривающиеся Стороны считают уместным засвидетельствовать, что в случаях, не предусмотренных принятыми ими постановлениями, население и воюющие остаются под охраною и действием начал международного права, поскольку они вытекают из установившихся между образованными народами обычаев, из законов человечности и требований общественного сознания.
В дальнейшем варианты оговорки Мартенса воспроизводились в других международных договорах, включая IV Гаагскую конвенцию о законах и обычаях сухопутной войны 1907 г., XXIII резолюцию Тегеранской конференции по правам человека 1968 г., Конвенцию о запрещении или ограничении применения конкретных видов обычного оружия 1980 г.. Новую цель оговорка приобрела в Женевских конвенциях 1949 г.: в каждой из них предусмотрено, что в случае денонсации конвенции договаривающаяся сторона остаётся под действием начал международного права. Таким образом, наступление правового вакуума после денонсации оказывается невозможным.
Оговорка Мартенса также была закреплена в Дополнительных протоколах к Женевским конвенциям 1977 г.. Согласно комментарию Международного Комитета Красного Креста, включение оговорки в протоколы преследовало две цели. Во-первых, исходя из предположения, что никакая кодификация гуманитарного права не будет полной, составители договора использовали оговорку Мартенса, чтобы предотвратить применение принципа «всё что не запрещено — разрешено». Во-вторых, оговорка должна была стать «динамическим фактором», который позволил бы применять принципы международного права к будущим реалиям и технологиям.
В 2008 году вариант оговорки, идентичный формулировке I Дополнительного протокола, вошёл в Конвенцию по кассетным боеприпасам, которая остаётся наиболее современным договором, закрепившем декларацию Мартенса. По замечанию российского правоведа Владимира Пустогарова, изменения оговорки в течение её многолетнего применения были минимальны. Не считая редакционных правок, приводящих текст в соответствие современному юридическому языку, единственным значительным изменением было исключение из оговорки понятия «образованные народы», которое утратило свою актуальность в связи с завершением деколонизации.
- Делегаты Гаагской конференции 1899 года
- Гаагская конференция 1907 года
- Подписание Женевских конвенций в 1949 году

## Толкования
В настоящее время существует несколько интерпретаций юридического содержания оговорки Мартенса. В узком понимании оговорка устанавливает, что существующие обычаи международного права продолжают действовать после принятия какой-либо договорной нормы. Приверженцы этого подхода считают, что оговорка Мартенса влияет лишь на толкование существующих принципов и правил международного права. К числу сторонников этого мнения относился британский юрист Георг Шварценбергер, писавший, что «единственная функция [оговорки Мартенса] состояла в том, чтобы сохранить в неприкосновенности любые ранее существовавшие правила войны…». Схожую позицию занимает египетский правовед Жорж Аби-Сааб.
Более широкое толкование оговорки предполагает, что вместе с ней в международном гуманитарном праве появились новые источники: принципы гуманности и требования общественного сознания. Такой интерпретации придерживался голландский юрист Берт Рёлинг, критиковавший Шварценбергера за «узкоисторическую интерпретацию оговорки». Аналогичную позицию занял Нюрнбергский трибунал по делу Круппа, установивший, что оговорка Мартенса «превратила обычаи, установленные между цивилизованными нациями, законы человечности и требования общественного сознания в юридический критерий…» Более сложную версию этого тезиса выдвинул итальянский правовед Джузеппе Спердути. По мнению учёного, наряду с процессом создания обычной правовой нормы в международном праве существует процесс «правового признания требований общественного сознания», то есть таких требований, которые изначально являются моральными нормами, лишёнными, в отличие от обычая, юридической силы. По мнению Спердути, оговорка Мартенса предусматривает в качестве источника права как международный обычай, так и нормы, созданные в результате такого процесса — в качестве примеров таких норм Спердути называет запрет работорговли и агрессивной войны.
Критику тезиса о том, что оговорка Мартенса открыла новые источники международного права, представил итальянский юрист Антонио Кассезе. Кассезе доказывал, что в существующий судебной практике принципы гуманности и требования общественного сознания никогда не рассматривались в качестве самостоятельных источников права. Вместо этого суды либо обращались к оговорке для лучшего понимания духа международного права, либо пользовались ей как «общей инструкцией» относительно толкования конкретных международных норм. Вместе с этим юрист отмечал, что оговорка может быть использована при доказательстве возникновения правовых принципов. Согласно Кассезе, в случае, если принцип основан на принципах гуманности или требованиях общественного сознания, при доказывании его правомочности требования к существующей государственной практике (usus) могут быть менее строгими, чем если бы он был основан на обычае: вместо этого доказательство может быть основано на opinio juris sive necessitatis. Контраргументы к критике Кассезе выдвинул польский исследователь Марцин Калдуньски.
Хотя в современной юриспруденции оговорка Мартенса признаётся международным обычаем, центральный вопрос её толкования — является ли оговорка самостоятельным источником правовых обязательств — остаётся неразрешённым. Однако, несмотря на разницу интерпретаций, оговорка сохраняет своё значение при правовом регулировании ситуаций, не предусмотренных существующим международными договорами. По оценке российского юриста Камиля Бекяшева, оговорка Мартенса остаётся связующим звеном между нормами международного гуманитарного права в сфере защиты личности и является одним из начал этой правовой отрасли.